# Lista parlamentarilor aleși la alegerile din România din 2020
În anul 2020 au fost aleși 330 de deputați și 136 de senatori.

## Deputați
Cei 330 de deputați din România în legislatura 2020–2024:
| Număr | Prenume și nume                 | Denumire        | Grup parlamentar | Observație                                                                          |
| ----- | ------------------------------- | --------------- | ---------------- | ----------------------------------------------------------------------------------- |
| 1     | Corneliu Olar                   | Alba            | PNL              |                                                                                     |
| 2     | Florin-Claudiu Roman            | Alba            | PNL              |                                                                                     |
| 3     | Daniel-Gheorghe Rusu            | Alba            | AUR              |                                                                                     |
| 4     | Beniamin Todosiu                | Alba            | USR              |                                                                                     |
| 5     | Radu-Marcel Tuhuț               | Alba            | PSD              |                                                                                     |
| 6     | Adrian Alda                     | Arad            | PSD              |                                                                                     |
| 7     | Ovidiu-Sergiu Bîlcea            | Arad            | PNL              |                                                                                     |
| 8     | Petru Farago                    | Arad            | UDMR             |                                                                                     |
| 9     | Mihai-Viorel Fifor              | Arad            | PSD              |                                                                                     |
| 10    | Vasile Nagy                     | Arad            | AUR              |                                                                                     |
| 11    | Glad-Aurel Varga                | Arad            | PNL              |                                                                                     |
| 12    | Adrian Wiener                   | Arad            | USR              |                                                                                     |
| 13    | Aurel Bălășoiu                  | Argeș           | PSD              |                                                                                     |
| 14    | Simona Bucura-Oprescu           | Argeș           | PSD              |                                                                                     |
| 15    | Mircia Chelaru                  | Argeș           | AUR              |                                                                                     |
| 16    | Daniel Constantin               | Argeș           | PNL              |                                                                                     |
| 17    | Nicolae Georgescu               | Argeș           | PSD              |                                                                                     |
| 18    | Remus-Gabriel Mihalcea          | Argeș           | PSD              |                                                                                     |
| 19    | Gheorghe Adrian Miuțescu        | Argeș           | PNL              |                                                                                     |
| 20    | Liviu-Ionuț Moșteanu            | Argeș           | USR              |                                                                                     |
| 21    | Nicolae Pavelescu               | Argeș           | PSD              |                                                                                     |
| 22    | Antonio Andrușceac              | Bacău           | AUR              |                                                                                     |
| 23    | Ana-Maria Cătăuță               | Bacău           | PSD              |                                                                                     |
| 24    | Cătălina Ciofu                  | Bacău           | PNL              |                                                                                     |
| 25    | Costel Neculai Dunava           | Bacău           | PSD              |                                                                                     |
| 26    | Mircea Fechet                   | Bacău           | PNL              |                                                                                     |
| 27    | Ionel Floroiu                   | Bacău           | PSD              |                                                                                     |
| 28    | Elena Hărătău                   | Bacău           | PNL              |                                                                                     |
| 29    | Cristian-Paul Ichim             | Bacău           | PLUS             |                                                                                     |
| 30    | Claudiu-Augustin Ilișanu        | Bacău           | PSD              |                                                                                     |
| 31    | Teodor Lazăr                    | Bacău           | USR              |                                                                                     |
| 32    | Rozália-Ibolya Biró             | Bihor           | UDMR             |                                                                                     |
| 33    | Steluța-Gustica Cătăniciu       | Bihor           | PSD              |                                                                                     |
| 34    | Vasile-Aurel Căuș               | Bihor           | PNL              |                                                                                     |
| 35    | Ioan Cupșa                      | Bihor           | PNL              |                                                                                     |
| 36    | Silviu Dehelean                 | Bihor           | USR              |                                                                                     |
| 37    | János Kiss                      | Bihor           | PNL              |                                                                                     |
| 38    | Mihai Ioan Lasca                | Bihor           | AUR              |                                                                                     |
| 39    | Ioan Mang                       | Bihor           | PSD              |                                                                                     |
| 40    | Ödön Szabó                      | Bihor           | UDMR             |                                                                                     |
| 41    | Bogdan-Gruia Ivan               | Bistrița-Năsăud | PSD              |                                                                                     |
| 42    | Olivia-Diana Morar              | Bistrița-Năsăud | PNL              |                                                                                     |
| 43    | Lóránt-Zoltán Sas               | Bistrița-Năsăud | PLUS             |                                                                                     |
| 44    | Robert-Ionatan Sighiartău       | Bistrița-Năsăud | PNL              |                                                                                     |
| 45    | Vasile-Daniel Suciu             | Bistrița-Năsăud | PSD              |                                                                                     |
| 46    | Marius-Constantin Budăi         | Botoșani        | PSD              |                                                                                     |
| 47    | Andrei-Iulian Drancă            | Botoșani        | USR              |                                                                                     |
| 48    | Lucian Feodorov                 | Botoșani        | AUR              |                                                                                     |
| 49/1  | Constantin-Neculai Pătrăuceanu  | Botoșani        | PSD              | până la 1 februarie 2021                                                            |
| 49/2  | Alexandra Huțu                  | Botoșani        | PSD              | de la 1 februarie 2021                                                              |
| 50    | Dan-Constantin Șlincu           | Botoșani        | PSD              |                                                                                     |
| 51    | Costel Șoptică                  | Botoșani        | PNL              |                                                                                     |
| 52    | Gabriel Andronache              | Brașov          | PNL              |                                                                                     |
| 53    | Ionuț-Sorin Banciu              | Brașov          | PNL              |                                                                                     |
| 54    | Tudor-Vlad Benga                | Brașov          | USR              |                                                                                     |
| 55    | Dumitru Flucuș                  | Brașov          | PNL              |                                                                                     |
| 56    | Victor Ilie                     | Brașov          | USR              |                                                                                     |
| 57    | Marius-Andrei Miftode           | Brașov          | USR              |                                                                                     |
| 58    | Ana-Loredana Predescu           | Brașov          | PSD              |                                                                                     |
| 59    | Marian-Iulian Rasaliu           | Brașov          | PSD              |                                                                                     |
| 60    | Francisc Tobă                   | Brașov          | Independent      | de la 17 februarie 2021; ales din partea AUR                                        |
| 61    | Ciprian Ciubuc                  | Brăila          | AUR              |                                                                                     |
| 62    | Florin Mircea                   | Brăila          | PSD              |                                                                                     |
| 63    | Nicu Niță                       | Brăila          | PSD              |                                                                                     |
| 64    | George-Adrian Paladi            | Brăila          | PSD              |                                                                                     |
| 65    | Alexandru Popa                  | Brăila          | PNL              |                                                                                     |
| 66    | Gabriel-Ioan Avrămescu          | Buzău           | PNL              |                                                                                     |
| 67    | Ion-Marcel Ciolacu              | Buzău           | PSD              |                                                                                     |
| 68    | Andi-Lucian Cristea             | Buzău           | PSD              |                                                                                     |
| 69    | Romeo-Daniel Lungu              | Buzău           | PSD              |                                                                                     |
| 70    | Nicolae Roman                   | Buzău           | AUR              |                                                                                     |
| 71    | Laurențiu-Cristinel Țepeluș     | Buzău           | PSD              |                                                                                     |
| 72    | Emanuel-Dumitru Ungureanu       | Buzău           | USR              |                                                                                     |
| 73    | Romulus-Marius Damian           | Caraș-Severin   | PSD              |                                                                                     |
| 74    | Florin-Silviu Hurduzeu          | Caraș-Severin   | PSD              |                                                                                     |
| 75    | Attila Kelemen                  | Caraș-Severin   | UDMR             |                                                                                     |
| 76    | Jaro Norbert Marșalic           | Caraș-Severin   | PNL              |                                                                                     |
| 77    | Dumitru Rujan                   | Caraș-Severin   | PNL              |                                                                                     |
| 78    | Călin-Constantin Balabașciuc    | Călărași        | AUR              |                                                                                     |
| 79    | Constantin Bîrcă                | Călărași        | PSD              |                                                                                     |
| 80    | Dumitru Coarnă                  | Călărași        | PSD              |                                                                                     |
| 81    | Florian-Emil Dumitru            | Călărași        | PNL              |                                                                                     |
| 82    | Patriciu-Andrei Achimaș-Cadariu | Cluj            | PSD              |                                                                                     |
| 83    | Viorel Băltărețu                | Cluj            | PLUS             |                                                                                     |
| 84    | Cristina Burciu                 | Cluj            | PNL              |                                                                                     |
| 85    | Ilie-Alin Coleșa                | Cluj            | AUR              |                                                                                     |
| 86    | Botond Csoma                    | Cluj            | UDMR             |                                                                                     |
| 87    | Radu-Marin Moisin               | Cluj            | PNL              |                                                                                     |
| 88    | Sorin-Dan Moldovan              | Cluj            | PNL              |                                                                                     |
| 89    | Radu-Iulian Molnar              | Cluj            | USR              |                                                                                     |
| 90    | Oana Murariu                    | Cluj            | PLUS             |                                                                                     |
| 91    | Ioan-Sabin Sărmaș               | Cluj            | PNL              |                                                                                     |
| 92    | Dănuț Aelenei                   | Constanța       | AUR              |                                                                                     |
| 93    | Mircea-Marius Banias            | Constanța       | PNL              |                                                                                     |
| 94    | Bogdan-Alexandru Bola           | Constanța       | PNL              |                                                                                     |
| 95    | Marian Crușoveanu               | Constanța       | PNL              |                                                                                     |
| 96    | Ileana Cristina Dumitrache      | Constanța       | PSD              |                                                                                     |
| 97    | Dumitru-Viorel Focșa            | Constanța       | AUR              |                                                                                     |
| 98    | Bogdan-Iulian Huțucă            | Constanța       | PNL              |                                                                                     |
| 99    | Stelian-Cristian Ion            | Constanța       | USR              |                                                                                     |
| 100   | Dumitru-Lucian Lungoci          | Constanța       | PSD              |                                                                                     |
| 101   | Cristina Camelia Rizea          | Constanța       | PLUS             |                                                                                     |
| 102   | Marius Horia Țuțuianu           | Constanța       | PSD              |                                                                                     |
| 103   | Zacharie Benedek                | Covasna         | UDMR             |                                                                                     |
| 104   | Károly Gál                      | Covasna         | UDMR             |                                                                                     |
| 105   | Csaba Könczei                   | Covasna         | UDMR             |                                                                                     |
| 106   | Zoltán Miklós                   | Covasna         | UDMR             |                                                                                     |
| 107   | Liviu-Ioan Balint               | Dâmbovița       | PNL              |                                                                                     |
| 108   | Daniel-Codruț Blaga             | Dâmbovița       | PLUS             |                                                                                     |
| 109   | Georgeta-Carmen Holban          | Dâmbovița       | PSD              |                                                                                     |
| 110   | Gabriel Plăiașu                 | Dâmbovița       | PNL              |                                                                                     |
| 111   | Radu Mihai Popa                 | Dâmbovița       | PSD              |                                                                                     |
| 112   | Marian Țachianu                 | Dâmbovița       | PSD              |                                                                                     |
| 113   | Ioan Vulpescu                   | Dâmbovița       | PSD              |                                                                                     |
| 114   | Iulian-Alexandru Badea          | Dolj            | PSD              |                                                                                     |
| 115   | Ringo Dămureanu                 | Dolj            | AUR              |                                                                                     |
| 116   | Daniel-Sorin Gheba              | Dolj            | USR              |                                                                                     |
| 117   | Nicolae Giugea                  | Dolj            | PNL              |                                                                                     |
| 118   | Eliza-Mădălina Peța-Ștefănescu  | Dolj            | PSD              |                                                                                     |
| 119   | Alexandra Presură               | Dolj            | PSD              |                                                                                     |
| 120   | Ștefan-Bucur Stoica             | Dolj            | PNL              |                                                                                     |
| 121   | Ionuț-Marian Stroe              | Dolj            | PNL              |                                                                                     |
| 122   | Alina-Elena Tănăsescu           | Dolj            | PSD              | prin renunțarea la mandat a lui Dumitru-Cosmin Durle, înainte de validarea acestuia |
| 123   | Laura-Cătălina Vicol-Ciorbă     | Dolj            | PSD              |                                                                                     |
| 124   | Onuț Valeriu Atanasiu           | Galați          | PNL              |                                                                                     |
| 125   | Laurențiu-Viorel Gîdei          | Galați          | PSD              |                                                                                     |
| 126   | Mitică-Marius Mărgărit          | Galați          | PSD              |                                                                                     |
| 127   | Sorin-Titus Muncaciu            | Galați          | AUR              |                                                                                     |
| 128   | Aurel Nechita                   | Galați          | PSD              |                                                                                     |
| 129   | Bogdan-Ionel Rodeanu            | Galați          | USR              |                                                                                     |
| 130   | Viorica Sandu                   | Galați          | PSD              |                                                                                     |
| 131   | Lilian Scripnic                 | Galați          | AUR              |                                                                                     |
| 132   | George-Cătălin Stângă           | Galați          | PNL              |                                                                                     |
| 133   | Alexandru-Ioan Andrei           | Giurgiu         | PNL              |                                                                                     |
| 134   | Cristina-Elena Dinu             | Giurgiu         | PSD              |                                                                                     |
| 135   | Maria-Gabriela Horga            | Giurgiu         | PNL              |                                                                                     |
| 136   | Marian Mina                     | Giurgiu         | PSD              |                                                                                     |
| 137   | Claudiu Manta                   | Gorj            | PSD              |                                                                                     |
| 138   | Radu-Dinel Miruță               | Gorj            | USR              |                                                                                     |
| 139   | Gheorghe Pecingină              | Gorj            | PNL              |                                                                                     |
| 140   | Dan Vîlceanu                    | Gorj            | PNL              |                                                                                     |
| 141   | Mihai Weber                     | Gorj            | PSD              |                                                                                     |
| 142   | Sándor Bende                    | Harghita        | UDMR             |                                                                                     |
| 143   | Gábor Hajdu                     | Harghita        | UDMR             |                                                                                     |
| 144   | Hunor Kelemen                   | Harghita        | UDMR             |                                                                                     |
| 145   | László-Zsolt Ladányi            | Harghita        | UDMR             |                                                                                     |
| 146   | Zoltán Zakarias                 | Harghita        | UDMR             |                                                                                     |
| 147   | Anamaria Gavrilă                | Hunedoara       | AUR              |                                                                                     |
| 148   | Pollyanna-Hanellore Hangan      | Hunedoara       | USR              |                                                                                     |
| 149   | Natalia-Elena Intotero          | Hunedoara       | PSD              |                                                                                     |
| 150   | Viorel Sălan                    | Hunedoara       | PSD              |                                                                                     |
| 151   | Vetuța Stănescu                 | Hunedoara       | PNL              |                                                                                     |
| 152   | Ilie Toma                       | Hunedoara       | PSD              |                                                                                     |
| 153   | Rodica-Luminița Barcari         | Ialomița        | PNL              |                                                                                     |
| 154   | Raluca Giorgiana Dumitrescu     | Ialomița        | PSD              |                                                                                     |
| 155   | Ștefan Mușoiu                   | Ialomița        | PSD              |                                                                                     |
| 156   | Silviu-Titus Păunescu           | Ialomița        | AUR              |                                                                                     |
| 157   | Mihail Albișteanu               | Iași            | AUR              |                                                                                     |
| 158   | Monica-Elena Berescu            | Iași            | PLUS             |                                                                                     |
| 159   | Cosette-Paula Chichirău         | Iași            | USR              |                                                                                     |
| 160   | Vasile Cîtea                    | Iași            | PSD              |                                                                                     |
| 161   | Filip Havârneanu                | Iași            | USR              |                                                                                     |
| 162   | Cristian-Daniel Ivănuță         | Iași            | AUR              |                                                                                     |
| 163   | Alexandru Kocsis-Cristea        | Iași            | PNL              |                                                                                     |
| 164   | Silviu Nicu Macovei             | Iași            | PSD              |                                                                                     |
| 165   | Iulian-Alexandru Muraru         | Iași            | PNL              |                                                                                     |
| 166   | Sorin Năcuță                    | Iași            | PNL              |                                                                                     |
| 167   | Marius-Eugen Ostaficiuc         | Iași            | PSD              |                                                                                     |
| 168   | Vasilică Toma                   | Iași            | PSD              |                                                                                     |
| 169   | Oana-Alexandra Cambera          | Ilfov           | PLUS             |                                                                                     |
| 170   | Andrei Daniel Gheorghe          | Ilfov           | PNL              |                                                                                     |
| 171   | Daniel-Florin Ghiță             | Ilfov           | PSD              |                                                                                     |
| 172   | Gianina Șerban                  | Ilfov           | AUR              |                                                                                     |
| 173   | George-Cristian Tuță            | Ilfov           | PNL              |                                                                                     |
| 174   | Florin-Alexandru Alexe          | Maramureș       | PNL              |                                                                                     |
| 175   | Norbert Apjok                   | Maramureș       | UDMR             |                                                                                     |
| 176   | Călin-Ioan Bota                 | Maramureș       | PNL              |                                                                                     |
| 177   | Brian Cristian                  | Maramureș       | PLUS             |                                                                                     |
| 178   | Darius Pop                      | Maramureș       | AUR              |                                                                                     |
| 179   | Gheorghe Șimon                  | Maramureș       | PSD              |                                                                                     |
| 180   | Gabriel-Valer Zetea             | Maramureș       | PSD              |                                                                                     |
| 181   | Virgil Alin Chirilă             | Mehedinți       | PSD              |                                                                                     |
| 182   | Cornel-Vasile Folescu           | Mehedinți       | PSD              |                                                                                     |
| 183   | Dumitru Mărculescu              | Mehedinți       | PNL              |                                                                                     |
| 184   | Virgil-Daniel Popescu           | Mehedinți       | PNL              |                                                                                     |
| 185   | Corneliu-Florin Buicu           | Mureș           | PSD              |                                                                                     |
| 186   | Éva-Andrea Csép                 | Mureș           | UDMR             |                                                                                     |
| 187   | Adrian Giurgiu                  | Mureș           | USR              |                                                                                     |
| 188   | Dumitrița Gliga                 | Mureș           | PSD              |                                                                                     |
| 189   | Anquetil-Károly Kolcsár         | Mureș           | UDMR             |                                                                                     |
| 190   | József-György Kulcsár-Terza     | Mureș           | UDMR             |                                                                                     |
| 191   | Ervin Molnar                    | Mureș           | PNL              |                                                                                     |
| 192   | Dan Tanasă                      | Mureș           | AUR              |                                                                                     |
| 193   | Iulian Bulai                    | Neamț           | USR              |                                                                                     |
| 194   | Oana-Gianina Bulai              | Neamț           | PSD              |                                                                                     |
| 195   | Mara-Daniela Calista            | Neamț           | PNL              |                                                                                     |
| 196   | Corneliu-Mugurel Cozmanciuc     | Neamț           | PNL              |                                                                                     |
| 197   | Laurențiu-Dan Leoreanu          | Neamț           | PNL              |                                                                                     |
| 198   | Dumitrina Mitrea                | Neamț           | AUR              |                                                                                     |
| 199   | Remus Munteanu                  | Neamț           | PSD              |                                                                                     |
| 200   | Ciprian-Constantin Șerban       | Neamț           | PSD              |                                                                                     |
| 201   | Emil-Florin Albotă              | Olt             | PSD              |                                                                                     |
| 202   | Florin-Ionuț Barbu              | Olt             | PSD              |                                                                                     |
| 203   | Adrian-Ionuț Chesnoiu           | Olt             | PSD              |                                                                                     |
| 204   | Ion-Cătălin Grecu               | Olt             | PSD              |                                                                                     |
| 205   | Marius-Ionel Iancu              | Olt             | PSD              |                                                                                     |
| 206   | Gigel-Sorinel Știrbu            | Olt             | PNL              |                                                                                     |
| 207   | Adrian-George Axinia            | Prahova         | AUR              |                                                                                     |
| 208   | Grațiela-Leocadia Gavrilescu    | Prahova         | PSD              |                                                                                     |
| 209   | George Ionescu                  | Prahova         | PNL              |                                                                                     |
| 210   | Andrei-Răzvan Lupu              | Prahova         | PLUS             |                                                                                     |
| 211   | Rodica Paraschiv                | Prahova         | PSD              |                                                                                     |
| 212   | Mihai-Laurențiu Polițeanu       | Prahova         | USR              |                                                                                     |
| 213   | Marian-Cătălin Predoiu          | Prahova         | PNL              |                                                                                     |
| 214   | Răzvan Sorin Prișcă             | Prahova         | PNL              |                                                                                     |
| 215   | Mircea Roșca                    | Prahova         | PNL              |                                                                                     |
| 216   | Simona-Maya Teodoroiu           | Prahova         | PSD              |                                                                                     |
| 217   | Bogdan-Andrei Toader            | Prahova         | PSD              |                                                                                     |
| 218   | Adrian-Felician Cozma           | Satu Mare       | PNL              |                                                                                     |
| 219   | Radu-Mihai Cristescu            | Satu Mare       | PSD              |                                                                                     |
| 220   | Loránd-Bálint Magyar            | Satu Mare       | UDMR             |                                                                                     |
| 221   | Szabolcs Nagy                   | Satu Mare       | UDMR             |                                                                                     |
| 222   | Radu Panait                     | Satu Mare       | USR              |                                                                                     |
| 223   | Lucian Nicolae Bode             | Sălaj           | PNL              |                                                                                     |
| 224   | Florian-Claudiu Neaga           | Sălaj           | PSD              |                                                                                     |
| 225   | Alin-Costel Prunean             | Sălaj           | PLUS             |                                                                                     |
| 226   | Dénes Seres                     | Sălaj           | UDMR             |                                                                                     |
| 227   | Ilie Dan Barna                  | Sibiu           | USR              |                                                                                     |
| 228   | Sebastian-Ilie Suciu            | Sibiu           | AUR              |                                                                                     |
| 229   | Constantin Șovăială             | Sibiu           | PNL              |                                                                                     |
| 230   | Christine Thellmann             | Sibiu           | PNL              |                                                                                     |
| 231   | Bogdan Gheorghe Trif            | Sibiu           | PSD              |                                                                                     |
| 232   | Raluca Turcan                   | Sibiu           | PNL              |                                                                                     |
| 233   | Dorel-Gheorghe Acatrinei        | Suceava         | AUR              |                                                                                     |
| 234   | Mirela Elena Adomnicăi          | Suceava         | PSD              |                                                                                     |
| 235   | Ioan Balan                      | Suceava         | PNL              |                                                                                     |
| 236   | Eugen Bejinariu                 | Suceava         | PSD              |                                                                                     |
| 237   | Radu Tudor Ciornei              | Suceava         | USR              |                                                                                     |
| 238   | Angelica Fădor                  | Suceava         | PNL              |                                                                                     |
| 239   | Bogdan Gheorghiu                | Suceava         | PNL              |                                                                                     |
| 240   | Vlad Popescu                    | Suceava         | PSD              |                                                                                     |
| 241   | Lucian-Florin Pușcașu           | Suceava         | AUR              |                                                                                     |
| 242   | Gheorghe Șoldan                 | Suceava         | PSD              |                                                                                     |
| 243   | Costel Barbu                    | Teleorman       | PNL              |                                                                                     |
| 244   | Florică Ică Calotă              | Teleorman       | PNL              |                                                                                     |
| 245   | Florin Piper-Savu               | Teleorman       | PSD              |                                                                                     |
| 246   | Paul Stancu                     | Teleorman       | PSD              |                                                                                     |
| 247   | Maria Stoian                    | Teleorman       | PNL              |                                                                                     |
| 248   | Ben-Oni Ardelean                | Timiș           | PNL              |                                                                                     |
| 249   | Claudiu-Martin Chira            | Timiș           | PNL              |                                                                                     |
| 250   | Cătălin Drulă                   | Timiș           | USR              |                                                                                     |
| 251   | Nicu Fălcoi                     | Timiș           | USR              |                                                                                     |
| 252   | Sorin Mihai Grindeanu           | Timiș           | PSD              |                                                                                     |
| 253   | Marilen-Gabriel Pirtea          | Timiș           | PNL              |                                                                                     |
| 254   | Alfred-Robert Simonis           | Timiș           | PSD              |                                                                                     |
| 255   | Ciprian-Titi Stoica             | Timiș           | AUR              |                                                                                     |
| 256   | Cosmin Șandru                   | Timiș           | PNL              |                                                                                     |
| 257   | Daniel-Liviu Toda               | Timiș           | PLUS             |                                                                                     |
| 258   | Mirela Furtună                  | Tulcea          | PSD              |                                                                                     |
| 259   | Michael Gudu                    | Tulcea          | PNL              |                                                                                     |
| 260   | George Șișcu                    | Tulcea          | PNL              |                                                                                     |
| 261   | Eugen Terente                   | Tulcea          | USR              |                                                                                     |
| 262   | Mihai-Cătălin Botez             | Vaslui          | USR              |                                                                                     |
| 263   | Raisa Enachi                    | Vaslui          | AUR              |                                                                                     |
| 264   | Tudor Polak                     | Vaslui          | PNL              |                                                                                     |
| 265   | Eduard-Andrei Popica            | Vaslui          | PSD              |                                                                                     |
| 266   | Adrian Solomon                  | Vaslui          | PSD              |                                                                                     |
| 267   | Irinel Ioan Stativă             | Vaslui          | PSD              |                                                                                     |
| 268   | Nelu Tătaru                     | Vaslui          | PNL              |                                                                                     |
| 269   | Cristian Buican                 | Vâlcea          | PNL              |                                                                                     |
| 270   | Laurențiu-Nicolae Cazan         | Vâlcea          | PNL              |                                                                                     |
| 271   | Ion-Marian Lazăr                | Vâlcea          | USR              |                                                                                     |
| 272   | Eugen Neață                     | Vâlcea          | PSD              |                                                                                     |
| 273   | Daniela Oteșanu                 | Vâlcea          | PSD              |                                                                                     |
| 274   | Ștefan-Ovidiu Popa              | Vâlcea          | PSD              |                                                                                     |
| 275   | Georgel Badiu                   | Vrancea         | AUR              |                                                                                     |
| 276   | Ionel Dancă                     | Vrancea         | PNL              |                                                                                     |
| 277   | Nicușor Halici                  | Vrancea         | PSD              |                                                                                     |
| 278   | Elena Stoica                    | Vrancea         | PSD              |                                                                                     |
| 279   | Ion Ștefan                      | Vrancea         | PNL              |                                                                                     |
| 280   | Victoria-Violeta Alexandru      | Mun. București  | PNL              |                                                                                     |
| 281   | Alin-Gabriel Apostol            | Mun. București  | USR              |                                                                                     |
| 282   | Mihai-Alexandru Badea           | Mun. București  | USR              |                                                                                     |
| 283   | Cristian-Tudor Băcanu           | Mun. București  | PNL              |                                                                                     |
| 284   | Sebastian Ioan Burduja          | Mun. București  | PNL              |                                                                                     |
| 285   | Diana-Anda Buzoianu             | Mun. București  | PLUS             |                                                                                     |
| 286   | Daniel Florea                   | Mun. București  | PSD              |                                                                                     |
| 287   | Oana-Consuela Florea            | Mun. București  | PSD              |                                                                                     |
| 288   | Nicoleta-Matilda Goleac         | Mun. București  | PSD              |                                                                                     |
| 289   | Carmen-Ileana Mihălcescu        | Mun. București  | PSD              |                                                                                     |
| 290   | Rodica Nassar                   | Mun. București  | PSD              |                                                                                     |
| 291   | Claudiu-Iulius-Gavril Năsui     | Mun. București  | USR              |                                                                                     |
| 292   | Denisa-Elena Neagu              | Mun. București  | USR              |                                                                                     |
| 293   | Ludovic Orban                   | Mun. București  | PNL              |                                                                                     |
| 294   | Oana-Marciana Özmen             | Mun. București  | USR              |                                                                                     |
| 295   | Rareș-Tudor Pop                 | Mun. București  | USR              |                                                                                     |
| 296   | Dan-Cristian Popescu            | Mun. București  | PSD              |                                                                                     |
| 297   | Pavel Popescu                   | Mun. București  | PNL              |                                                                                     |
| 298   | Cristina-Mădălina Prună         | Mun. București  | USR              |                                                                                     |
| 299   | Alexandru Rafila                | Mun. București  | PSD              |                                                                                     |
| 300   | Cristian-Gabriel Seidler        | Mun. București  | USR              |                                                                                     |
| 301   | George Nicolae Simion           | Mun. București  | AUR              |                                                                                     |
| 302   | Diana Stoica                    | Mun. București  | PLUS             |                                                                                     |
| 303   | Antonel Tănase                  | Mun. București  | PNL              |                                                                                     |
| 304   | Dragoș-Cătălin Teniță           | Mun. București  | PLUS             |                                                                                     |
| 305   | Cristina Trăilă                 | Mun. București  | PNL              |                                                                                     |
| 306   | Daniel Tudorache                | Mun. București  | PSD              |                                                                                     |
| 307   | Adriana-Diana Tușa              | Mun. București  | PSD              |                                                                                     |
| 308   | Oana-Silvia Țoiu                | Mun. București  | PLUS             |                                                                                     |
| 309   | Varol Amet                      | Național        | Minorități       |                                                                                     |
| 310   | Ognean Crîstici                 | Național        | Minorități       |                                                                                     |
| 311   | Silviu Feodor                   | Național        | Minorități       |                                                                                     |
| 312   | Iulius Marian Firczak           | Național        | Minorități       |                                                                                     |
| 313   | Ovidiu-Victor Ganț              | Național        | Minorități       |                                                                                     |
| 314   | Giureci-Slobodan Ghera          | Național        | Minorități       |                                                                                     |
| 315   | Andi-Gabriel Grosaru            | Național        | Minorități       |                                                                                     |
| 316   | Iusein Ibram                    | Național        | Minorități       |                                                                                     |
| 317   | Ghervazen Longher               | Național        | Minorități       |                                                                                     |
| 318   | Cătălin-Zamfir Manea            | Național        | Minorități       |                                                                                     |
| 319   | Adrian-Miroslav Merka           | Național        | Minorități       |                                                                                     |
| 320   | Gheorghe Nacov                  | Național        | Minorități       |                                                                                     |
| 321   | Varujan Pambuccian              | Național        | Minorități       |                                                                                     |
| 322   | Nicolae-Miroslav Petrețchi      | Național        | Minorități       |                                                                                     |
| 323   | Ionel Stancu                    | Național        | Minorități       |                                                                                     |
| 324   | Bogdan-Alin Stoica              | Național        | Minorități       |                                                                                     |
| 325   | Silviu Vexler                   | Național        | Minorități       |                                                                                     |
| 326   | Dragoș-Gabriel Zisopol          | Național        | Minorități       |                                                                                     |
| 327   | Valentin-Ilie Făgărășian        | Străinătate     | PNL              |                                                                                     |
| 328   | Ștefan-Iulian Lőrincz           | Străinătate     | USR              |                                                                                     |
| 329   | Simina-Geanina-Daniela Tulbure  | Străinătate     | PLUS             |                                                                                     |
| 330   | Boris Volosatîi                 | Străinătate     | AUR              |                                                                                     |

## Senatori
Cei 136 de senatori din România în legislatura 2020–2024:
| Număr | Prenume și nume                      | Denumire        | Grup parlamentar | Observație            |
| ----- | ------------------------------------ | --------------- | ---------------- | --------------------- |
| 1     | Sorin-Ioan Bumb                      | Alba            | PNL              |                       |
| 2     | Călin-Gheorghe Matieș                | Alba            | PSD              |                       |
| 3     | Ioan Cristina                        | Arad            | PNL              |                       |
| 4     | Eusebiu-Manea Pistru                 | Arad            | PSD              |                       |
| 5     | Sergiu Cosmin Vlad                   | Arad            | USR              |                       |
| 6     | Dănuț Bica                           | Argeș           | PNL              |                       |
| 7     | Ion-Narcis Mircescu                  | Argeș           | USR              |                       |
| 8     | Ovidiu Puiu                          | Argeș           | PSD              |                       |
| 9     | Cristina-Mariana Stocheci            | Argeș           | PSD              |                       |
| 10    | Ionela-Cristina Breahnă-Pravăț       | Bacău           | PSD              |                       |
| 11    | Sebastian Cernic                     | Bacău           | USR              |                       |
| 12    | Cătălin-Daniel Fenechiu              | Bacău           | PNL              |                       |
| 13    | Bianca-Mihaela Purcărin              | Bacău           | PSD              |                       |
| 14    | Florian Dorel Bodog                  | Bihor           | PSD              |                       |
| 15    | Gheorghe Carp                        | Bihor           | PNL              |                       |
| 16    | Attila-Zoltán Cseke                  | Bihor           | UDMR             |                       |
| 17    | Adrian Hatos                         | Bihor           | PNL              |                       |
| 18    | Ioan Deneș                           | Bistrița-Năsăud | PSD              |                       |
| 19    | Ovidiu-Iosif Florean                 | Bistrița-Năsăud | PNL              |                       |
| 20    | Vasile-Cristian Achiței              | Botoșani        | PNL              |                       |
| 21    | Dorinel Cosma                        | Botoșani        | AUR              |                       |
| 22    | Lucian Trufin                        | Botoșani        | PSD              |                       |
| 23    | Ambrozie-Irineu Darău                | Brașov          | USR              |                       |
| 24    | Marius-Alexandru Dunca               | Brașov          | PSD              |                       |
| 25    | Marius-Gheorghe Toanchină            | Brașov          | PSD              |                       |
| 26    | Mihail Veștea                        | Brașov          | PNL              |                       |
| 27    | Andrei Hangan                        | Brăila          | AUR              |                       |
| 28    | Ion Rotaru                           | Brăila          | PSD              |                       |
| 29    | Vlad-Mircea Pufu                     | Buzău           | PNL              |                       |
| 30    | Lucian Romașcanu                     | Buzău           | PSD              |                       |
| 31    | Liliana Sbîrnea                      | Buzău           | PSD              |                       |
| 32    | Ion Mocioalcă                        | Caraș-Severin   | PSD              |                       |
| 33    | Ion Marcel Vela                      | Caraș-Severin   | PNL              |                       |
| 34    | Nicușor Cionoiu                      | Călărași        | PSD              |                       |
| 35    | Ciprian Pandea                       | Călărași        | PNL              |                       |
| 36    | Cristian Bordei                      | Cluj            | PLUS             |                       |
| 37    | Vasile Dîncu                         | Cluj            | PSD              |                       |
| 38    | Attila László                        | Cluj            | UDMR             |                       |
| 39    | Nechita-Adrian Oros                  | Cluj            | PNL              |                       |
| 40    | Evdochia Aelenei                     | Constanța       | AUR              |                       |
| 41    | Septimiu-Sebastian Bourceanu         | Constanța       | PNL              |                       |
| 42    | Sorin-Cristian Mateescu              | Constanța       | AUR              |                       |
| 43    | Eugen-Remus Negoi                    | Constanța       | USR              |                       |
| 44    | Felix Stroe                          | Constanța       | PSD              |                       |
| 45    | László-Ödön Fejér                    | Covasna         | UDMR             |                       |
| 46    | Ionuț Neagu                          | Covasna         | AUR              |                       |
| 47    | Titus Corlățean                      | Dâmbovița       | PSD              |                       |
| 48    | Virgil Guran                         | Dâmbovița       | PNL              |                       |
| 49    | Ion-Dragoș Popescu                   | Dâmbovița       | PLUS             |                       |
| 50    | Nicolae Ionel Ciucă                  | Dolj            | PNL              |                       |
| 51    | Mihail Genoiu                        | Dolj            | PSD              |                       |
| 52    | Cosmin-Marian Poteraș                | Dolj            | PLUS             |                       |
| 53    | Ion Prioteasa                        | Dolj            | PSD              |                       |
| 54    | Laura Georgescu                      | Galați          | PSD              |                       |
| 55    | Marius Humelnicu                     | Galați          | PSD              |                       |
| 56    | Andrei Postică                       | Galați          | USR              |                       |
| 57    | George Scarlat                       | Galați          | PNL              |                       |
| 58    | Robert-Marius Cazanciuc              | Giurgiu         | PSD              |                       |
| 59    | Toma-Florin Petcu                    | Giurgiu         | PNL              |                       |
| 60    | Ion Iordache                         | Gorj            | PNL              |                       |
| 61    | Ion-Cristinel Rujan                  | Gorj            | PSD              |                       |
| 62    | István-Loránt Antal                  | Harghita        | UDMR             |                       |
| 63    | Barna Tánczos                        | Harghita        | UDMR             |                       |
| 64    | Lucica Dina Muntean                  | Hunedoara       | PNL              |                       |
| 65    | Vasilică Potecă                      | Hunedoara       | PNL              |                       |
| 66    | Cornel-Cristian Resmeriță            | Hunedoara       | PSD              |                       |
| 67    | Rodica Boancă                        | Ialomița        | AUR              |                       |
| 68    | Adrian Costea                        | Ialomița        | AUR              |                       |
| 69    | Cristinel-Gabriel Berea              | Iași            | PLUS             |                       |
| 70    | Marius Bodea                         | Iași            | USR              |                       |
| 71    | Diana Iovanovici-Șoșoacă             | Iași            | Independent      | aleasă din partea AUR |
| 72    | Maricel Popa                         | Iași            | PSD              |                       |
| 73    | Laura-Iuliana Scântei                | Iași            | PNL              |                       |
| 74    | Alfred-Laurentiu-Antonio Mihai       | Ilfov           | PSD              |                       |
| 75    | Nicoleta Pauliuc                     | Ilfov           | PNL              |                       |
| 76    | Dan Ivan                             | Maramureș       | USR              |                       |
| 77    | Cristian-Augustin Niculescu-Țâgârlaș | Maramureș       | PNL              |                       |
| 78    | Sorin Vlașin                         | Maramureș       | PSD              |                       |
| 79    | Stela Firu                           | Mehedinți       | PNL              |                       |
| 80    | Liviu-Lucian Mazilu                  | Mehedinți       | PSD              |                       |
| 81    | Leonard Azamfirei                    | Mureș           | PSD              |                       |
| 82    | Ioan-Cristian Chirteș                | Mureș           | PNL              |                       |
| 83    | Károly Zsolt Császár                 | Mureș           | UDMR             |                       |
| 84    | Csaba Zoltán Novák                   | Mureș           | UDMR             |                       |
| 85    | Alexandru-Răzvan Cuc                 | Neamț           | PSD              |                       |
| 86    | Sorin Lavric                         | Neamț           | AUR              |                       |
| 87    | Eugen Țapu Nazare                    | Neamț           | PNL              |                       |
| 88    | Siminica Mirea                       | Olt             | PSD              |                       |
| 89    | Paul Stănescu                        | Olt             | PSD              |                       |
| 90    | Liviu-Dumitru Voiculescu             | Olt             | PNL              |                       |
| 91    | Roberta-Alma Anastase                | Prahova         | PNL              |                       |
| 92    | Laura-Mihaela Fulgeanu-Moagher       | Prahova         | PSD              |                       |
| 93    | Alexandru Nazare                     | Prahova         | PNL              |                       |
| 94    | Ștefan-Radu Oprea                    | Prahova         | PSD              |                       |
| 95    | Aurel Oprinoiu                       | Prahova         | USR              |                       |
| 96    | Lóránd Turos                         | Satu Mare       | UDMR             |                       |
| 97    | Alexandru-Robert Zob                 | Satu Mare       | USR              |                       |
| 98    | Irina Elisabeta Kovács               | Sălaj           | UDMR             |                       |
| 99    | Cosmin-Cristian Viașu                | Sălaj           | USR              |                       |
| 100   | Gheorghe-Adrian Cătană               | Sibiu           | AUR              |                       |
| 101   | Claudiu-Marinel Mureșan              | Sibiu           | USR              |                       |
| 102   | Nicolae Neagu                        | Sibiu           | PNL              |                       |
| 103   | Constantin-Daniel Cadariu            | Suceava         | PNL              |                       |
| 104   | Mircea Dăneasă                       | Suceava         | AUR              |                       |
| 105   | Gheorghiță Mîndruță                  | Suceava         | PLUS             |                       |
| 106   | Ioan Stan                            | Suceava         | PSD              |                       |
| 107   | Ionel-Dănuț Cristescu                | Teleorman       | PSD              |                       |
| 108   | Eugen Pîrvulescu                     | Teleorman       | PNL              |                       |
| 109   | Eugen Dogariu                        | Timiș           | PSD              |                       |
| 110   | Alina-Ștefania Gorghiu               | Timiș           | PNL              |                       |
| 111   | Sebastian Răducanu                   | Timiș           | PSD              |                       |
| 112   | Raoul-Adrian Trifan                  | Timiș           | USR              |                       |
| 113   | Valentin-Rică Cioromelea             | Tulcea          | AUR              |                       |
| 114   | Costel Vicol                         | Tulcea          | USR              |                       |
| 115   | Iulian-Mihail Bîca                   | Vaslui          | PNL              |                       |
| 116   | Andrei Busuioc                       | Vaslui          | AUR              |                       |
| 117   | Gabriela Crețu                       | Vaslui          | PSD              |                       |
| 118   | Claudia-Mihaela Banu                 | Vâlcea          | PNL              |                       |
| 119   | Constantin-Bogdan Matei              | Vâlcea          | PSD              |                       |
| 120   | Raluca-Gabriela Ioan                 | Vrancea         | PNL              |                       |
| 121   | Angel Tîlvăr                         | Vrancea         | PSD              |                       |
| 122   | Monica-Cristina Anisie               | Mun. București  | PNL              |                       |
| 123   | Sorin Mihai Cîmpeanu                 | Mun. București  | PNL              |                       |
| 124   | Florin-Vasile Cîțu                   | Mun. București  | PNL              |                       |
| 125   | Silvia-Monica Dinică                 | Mun. București  | USR              |                       |
| 126   | Anca Dana Dragu                      | Mun. București  | PLUS             |                       |
| 127   | Gabriela Firea                       | Mun. București  | PSD              |                       |
| 128   | Cristian Ghica                       | Mun. București  | USR              |                       |
| 129   | Gabriel Mutu                         | Mun. București  | PSD              |                       |
| 130   | Ștefan Pălărie                       | Mun. București  | PLUS             |                       |
| 131   | Elena-Simona Spătaru                 | Mun. București  | PLUS             |                       |
| 132   | Adrian Streinu-Cercel                | Mun. București  | PSD              |                       |
| 133   | Claudiu-Richard Târziu               | Mun. București  | AUR              |                       |
| 134   | Daniel-Cătălin Zamfir                | Mun. București  | PSD              |                       |
| 135   | Viorel-Riceard Badea                 | Străinătate     | PNL              |                       |
| 136   | Radu-Mihai Mihail                    | Străinătate     | USR              |                       |